# Liste der Baudenkmale in Malliß
In der Liste der Baudenkmale in Malliß sind alle Baudenkmale der Gemeinde Malliß (Landkreis Ludwigslust-Parchim) und ihrer Ortsteile aufgelistet (Stand: Januar 2021).

## Malliß
| ID | Lage                            | Bezeichnung | Beschreibung                                                           | Bild |
| -- | ------------------------------- | --- | ---------------------------------------------------------------------- | --- |
|    | Am Bahnhof 10 (Karte)           | Bahnhof und Güterschuppen                                                                                                  |                                                                        | Weitere Bilder |
|    | B 191                           | Meilenstein |                                                                        | Meilenstein |
|    | (Karte)                         | Ehemaliges Bergwerk mit Marienstollen, Stollenmundloch Conow I, Stollenmundloch Conow IV, Schacht Conow und Schacht Malliß |                                                                        | Ehemaliges Bergwerk mit Marienstollen, Stollenmundloch Conow I, Stollenmundloch Conow IV, Schacht Conow und Schacht Malliß |
|    | Bahnhofstraße (Karte)           | Gefallenendenkmal 1914/18 und 1939/45                                                                                      |                                                                        | |
|    | Ludwigsluster Straße 22 (Karte) | Gutshaus | 2-gesch., sanierter Putzbau mit Mansarddach und 2-gesch. Zwerchgiebel. | |
|    | Ludwigsluster Straße 21 (Karte) | Gasthaus Fritz-Reuter-Krug                                                                                                 |                                                                        | |
|    | Ludwigsluster Straße 47 (Karte) | Bauernhaus |                                                                        | |
|    | Ludwigsluster Straße            | Fritz-Reuter-Stein |                                                                        | |
|    | Ziegeleistraße 9 (Karte)        | Ziegeleibesitzersvilla mit Stall                                                                                           |                                                                        | |
|    | Ziegeleistraße 24 (Karte)       | Bahnarbeiterhaus |                                                                        | Bahnarbeiterhaus |

## Bockup
| ID | Lage                      | Bezeichnung | Beschreibung | Bild |
| -- | ------------------------- | ----------- | ------------ | ---- |
|    | Friedensstraße 23 (Karte) | Wohnhaus    |              |      |

## Conow
| ID | Lage                       | Bezeichnung                                                                   | Beschreibung | Bild                                                                          |
| -- | -------------------------- | ----------------------------------------------------------------------------- | ------------ | ----------------------------------------------------------------------------- |
|    | Am Kalischacht 2/3 (Karte) | Reste des Kali-Bergwerks mit Wohnhaus (2), Wirtschaftsgebäude (3) und Schacht |              | Reste des Kali-Bergwerks mit Wohnhaus (2), Wirtschaftsgebäude (3) und Schacht |
|    | (Karte)                    | Friedhof mit 2 Grabplatten und 3 Grabsteinen                                  |              |                                                                               |
|    | (Karte)                    | Kirche                                                                        |              | Kirche                                                                        |
|    | Kirchenplatz 2 (Karte)     | Pfarrhaus                                                                     |              |                                                                               |
|    | Kirchhof (Karte)           | Kriegerdenkmal 1914/1918                                                      |              |                                                                               |
|    | Salinenstraße              | Gedenkstein für 11 polnische Bürger (im angrenzenden Wald gelegen)            |              |                                                                               |

## Probst Woos
| ID | Lage                            | Bezeichnung               | Beschreibung | Bild |
| -- | ------------------------------- | ------------------------- | ------------ | ---- |
|    | Probst Wooser Straße 4 (Karte)  | Büdnerei                  |              |      |
|    | Probst Wooser Straße 9 (Karte)  | Wohnhaus                  |              |      |
|    | Probst Wooser Straße 13 (Karte) | Wohnhaus und Stallscheune |              |      |